# Passaggio a Nord-Ovest (film)
Passaggio a Nord-Ovest (Northwest Passage) è un film del 1940 diretto dal regista statunitense King Vidor. Venne girato in esterni nell'Idaho (a McCall, al Payette Lake e a Sandpoint) e nell'Oregon (alle Cascade Mountains).
Il film è tratto dal romanzo storico omonimo dello scrittore statunitense Kenneth Roberts. È ambientato durante la guerra franco-indiana, che si combatté fra gli inglesi e i francesi a metà del 1700 nel Nord America. Il titolo fa riferimento alla ricerca del passaggio a nord-ovest a cui aspirava il Maggiore Robert Rogers, oggetto della seconda parte del romanzo, ma che non fu mai riprodotta cinematograficamente.

## Trama
1754-1763. Il giovane Langdon Towne, avendo qualche problema con la giustizia nella natia Portsmouth nel New Hampshire, con l'inseparabile amico Hunk raggiunge il forte di Crown Point e si arruola nel corpo dei Rangers del Maggiore Robert Rogers. A breve i Rangers partiranno in canoa diretti in Canada, con la missione di distruggere il villaggio di St.Francis, poiché abitato da indiani Abenachi alleati dei francesi. La missione verrà portata a termine con lo spietato eccidio degli Abenachi, ma i Rangers affronteranno un disastroso viaggio di ritorno.

## Produzione
Il film fu prodotto dalla Loew's e dalla Metro-Goldwyn-Mayer (MGM) con un budget stimato di 2677762 $.

### Riprese
Le riprese, fatte nell'Idaho e nell'Oregon, durarono dal 1º luglio al 13 settembre 1939. Nel Novembre e nel Dicembre dello stesso anno vennero fatte delle ulteriori riprese girate da Jack Conway. Fu il primo film in Technicolor di King Vidor.

### Uscita
Distribuito dalla MGM, il film uscì nelle sale cinematografiche statunitensi il 23 febbraio 1940, dopo essere stato presentato in prima il 20 febbraio a Boise nell'Idaho, lo stato in cui era stato girato il film.

## Riconoscimenti
1941 - Nomination per l'Oscar alla migliore fotografia a colori.